# Xã Eden, Quận Antelope, Nebraska
Xã Eden (tiếng Anh: Eden Township) là một xã thuộc quận Antelope, tiểu bang Nebraska, Hoa Kỳ. Năm 2010, dân số của xã này là 121 người.